# Egon Weidekamp
Egon Holde Weidekamp (14. marts 1921 i København – 26. april 2000 smst) var en dansk forsikringsdirektør, politiker og overborgmester 1976-1989 i København.
I 1938 blev han ansat i Arbejdernes Livsforsikring (i dag Alka) og var administrerende direktør 1963-76. Weidekamps politiske karriere begyndte i 1946, da han blev landsformand for Danmarks Socialdemokratiske Ungdom. Den post besad han til 1950. I 1952 blev han medlem af Københavns Borgerrepræsentation for Socialdemokratiet. Han blev formand for Borgerrepræsentationen i 1970, hvilket han var frem til 1976. Han var overborgmester fra 1976 til 1989. Næsten sideløbende var han formand for Socialdemokratiets partiorganisation i hovedstaden (1977-1987).
Egon Weidekamp var søn af en fabriksarbejder, Rudolf Weidekamp, og hustru Anna f. Henriksen. Han var vokset op i en trang lejlighed i Viborggade på Østerbro med lokum i gården, og præget af disse indtryk af brokvarterernes brandfarlige og usunde boliger lå hans politiske fokus særligt på at skaffe bedre boliger til københavnerne. Det skete primært ved saneringer, som gjorde det af med nogle af byens dårligste boliger. Det var en glædens dag for ham, da han oplevede sin barndoms karré blive revet ned. Mange af de dårlige boliger lå i den såkaldte sorte firkant på Nørrebro, hvorfor Weidekamp i februar 1977 fremlagde en såkaldt helhedsplan, som skulle byforny Indre Nørrebro. Bl.a. skulle området, hvor 'Byggeren' hidtil havde ligget, fremover bruges til boliger og rekreative områder. Saneringerne blev gennemført uden blik for tabet af lokalt særpræg og identitet, hvilket afstedkom massive protester fra de lokale. Erstatningsbyggeriet var elementbyggeri præget af monotoni. De blandede erfaringer fra denne saneringsproces betød, at saneringen af Vesterbro i 1990'erne blev meget mere skånsom og bevarende.
I det meste af Weidekamps embedsperiode var hovedstaden præget af nye og voksende sociale problemer, bl.a. tårnhøj ungdomsarbejdsløshed, narkotikamisbrug og lavkonjunktur. Samtidig var byggeriet stagneret. Eftersom kommunen var blevet fattig, blev der satset på genbrugsløsninger, der har vist sig populære og holdbare. De funktionstømte sporvognsremiser blev indrettet til medborgerhuse, bl.a. i Århusgade og på Trianglen, og den største remise blev omdannet til Nørrebrohallen.
Men den beslutning, der i eftertiden har vakt mest opsigt, var, da Egon Weidekamp efter mange års ballade på Nørrebro, valgte at give de unge BZ'ere brugsretten til Ungdomshuset på Jagtvej 69. I 1982 udtalte han til dagbladet B.T.: De får et hus, og vi får fred. Dette kan fortolkes som om, at Egon Weidekamp gav Ungdomshuset til BZ'erne, men det med at: "De får et hus", betyder udelukkende kun, at de fik administrationen/brugsretten, men ikke ejendomsretten.
Senere gav de Egon Weidekamp buksevand, og de besatte hans kontor på Københavns Rådhus den 25. marts 1985. 18. september året efter blev hans hjem udsat for hærværk.
Han havde tidligere haft en meget uforsonlig holdning til BZ-bevægelsen, hvilket i løbet af hans embedsperiode betød voldsomme sammenstød mellem politiet og de unge aktivister. Da Weidekamp syv år senere medvirkede i et interview i forbindelse med sin afgang som overborgmester sagde han, at der kun var to ting, han havde fortrudt – at han overdrog brugsretten af Ungdomshuset til BZ'erne, og at han var med til at afskaffe sporvognene i København. 
Weidekamp var også medlem af bestyrelsen for Københavns Frihavn A/S og af Københavns Havnebestyrelse fra 1959, medlem af bestyrelsen for Socialdemokratisk Vælgerforening i 15. kreds 1951-59, formand for Bispebjerg Kulturcenter fra 1957, medlem af repræsentantskabet for Det kooperative Fællesforbund fra 1962, medlem af Telefonabonnenternes repræsentantskab i KTAS fra 1963 (formand fra 1974), medlem af og revisor i Øresundsrådet fra 1964, formand for Københavns Børnehaveseminarium fra 1967, for Landsforeningen af bestyrelser for børnehave- og fritidspædagogseminarier 1968-70, for Københavns Børneforsorgsseminarium fra 1969, medlem af bestyrelsen for De samvirkende Boligselskaber fra 1969, formand for ligningskommissionen i København fra 1969, for Hovedstadsrådets fællesudvalg fra 1973 og for bestyrelsen for Københavns almindelige Boligselskab. 
Weidekampsgade på den tidligere Ny Tøjhusgrund på Islands Brygge er opkaldt efter ham.
Han blev gift 4. december 1948 med Ruth W., f. 2. januar 1922 i København, datter af forvalter Kr. Jørgensen (død 1948) og hustru Dora f. Mathiesen.